# Видавництво Національного університету «Львівська політехніка»
Видавництво Національного університету «Львівська політехніка» — сучасний видавничо-поліграфічний комплекс, який виконує широкий спектр редакційно-видавничих, додрукарських та поліграфічних робіт. У складі видавництва працюють:
- редакційно-видавничий відділ;
- комп'ютерний і поліграфічний центри;
- відділ маркетингу та розповсюдження;
- центр прикладних інформаційних технологій.

Видавництво внесено до Державного реєстру видавців, виготівників і розповсюджувачів видавничої продукції (свідоцтво серії ДК № 751), має свій ідентифікатор у системі Міжнародної стандартної нумерації книг ISBN — 553.
Основна спеціалізація Видавництва Львівської політехніки — навчальна, навчально-методична, наукова, довідкова література для високої школи, ділова література для самоосвіти. Упродовж року у видавництві виходить близько 70 назв книжкових видань — монографій, підручників, посібників, близько 300 назв навчально-методичної літератури — конспектів лекцій, методичних вказівок, лабораторних практикумів.
Книги охоплюють різноманітні галузі знань: математика, фізика, хімія, економіка, механіка, електромеханіка, електроенергетика, радіотехніка, електроніка, метрологія, комп'ютерні науки, архітектура, будівництво, геодезія, історія, філософія, мовознавство, суспільствознавство.
Багато підручників і посібників мають гриф Міністерства освіти та науки України.
Видавництво сповна забезпечує навчальний процес у Львівській політехніці підручниками, посібниками, монографіями, конспектами лекцій, довідниками, словниками, навчально-методичними матеріалами. Усі ці видання доступні для читання у Науково-технічній бібліотеці університету — і в друкованій, і в електронній версіях.
Навчальна і наукова література Видавництва Львівської політехніки відома далеко не тільки в університеті: видавництво розповсюджує свої книги у вищих навчальних закладах, надсилає їх у найбільші бібліотеки України, працює над створенням власної роздрібної книготорговельної мережі.
Окремий важливий напрям роботи — наукові періодичні видання: Вісник Національного університету «Львівська політехніка», який виходить у світ 23-ма тематичними випусками на рік; чотири всеукраїнські міжвідомчі науково-технічні збірники: «Автоматизація виробничих процесів у машинобудуванні та приладобудуванні», «Вимірювальна техніка і метрологія», «Геодезія, картографія та аерофотознімання», «Українська національна ідея: реалії та перспективи розвитку»; журнали «Chemistry and Chemical Technology», «Сучасні досягнення геодезичної науки та виробництва», «Педагогіка і психологія професійної освіти». Ці видання внесено Вищою атестаційною комісією України до переліку фахових видань, у яких публікують результати дисертаційних досліджень. Журнал «Chemistry and Chemical Technology» індексується в базі Скопус.
На поліграфічній базі видавництва від 1998 року друкується освітній студентський тижневик «Аудиторія».
Від 1999 року Видавництво Львівської політехніки — учасник Форуму видавців у Львові, найбільшої книжкової виставки України. 2002 року Почесним дипломом Форуму нагороджено монографію Віктора Проскурякова «Архітектура українського театру. Простір і дія».
Видавництво також бере активну участь у книжкових виставках у Києві, Харкові, Ужгороді, Чернігові, Одесі.
2007 року Видавництво Львівської політехніки взяло участь у І Міжнародному форумі «Інформаційне забезпечення навчального процесу у вищій школі» (Одеса). Під час форуму відбулася книжкова виставка, а також всеукраїнський конкурс навчальної та наукової літератури. Дипломами І ступеня нагороджено підручник колективу авторів «Основи метрології та вимірювальної техніки»; монографію В. Проскурякова «Архітектура українського театру. Простір і дія» (2-ге видання, зі змінами та доповненнями); дипломами ІІ ступеня — підручник В. Ткачука «Електромеханотроніка»; підручник В. Дідика та А. Павліва «Планування міст»; підручник Т. Шевченка, О. Мороза, І. Тревого «Геодезичні прилади».
Визнання книги видавництва отримують насамперед завдяки змісту, але також — і якісному поліграфічному втіленню. Видавництво активно застосовує у своїй діяльності сучасні інформаційні технології. Усі додрукарські процеси виконуються на базі комп'ютерно-видавничих комплексів з використанням спеціалізованого програмного забезпечення.
На базі Видавництва Львівської політехніки проходить навчально-виробнича практика для студентів, які отримують професійні навички ще під час навчання. У них є можливість праці у позанавчальний час, працевлаштування після закінчення навчання.